# Kawka (zwyczajna)
Kawka (zwyczajna) (Corvus monedula) – gatunek średniej wielkości ptaka synantropijnego z rodziny krukowatych (Corvidae), blisko spokrewniony z kawką srokatą. Zamieszkuje Eurazję i północno-zachodnią Afrykę.

## Taksonomia
Jako pierwszy zgodnie z zasadami nazewnictwa binominalnego gatunek ten opisał Karol Linneusz w 1758 w 10. edycji Systema Naturae. Holotyp pochodził ze Szwecji. Autor nadał mu nazwę Corvus monedula, podtrzymywaną obecnie przez autorów Kompletnej listy ptaków świata i IUCN. Międzynarodowy Komitet Ornitologiczny (IOC) obecnie umieszcza go w rodzaju Coloeus razem z kawką srokatą (C. dauuricus), niekiedy oba te taksony uznawano za ten sam gatunek.
IOC wyróżnia 4 podgatunki kawki. Oprócz tego opisywano m.in. podgatunki turrium, brehmi i hilgerti (wschodnie Niemcy), ibericus (południowa Hiszpania) oraz nigerrimus (Maroko), wszystkie zsynonimizowano z spermologus, do tego tischleri (północno-wschodnia Polska), sophiae (wschodnia Polska), schluteri (Białoruś), collaris (Macedonia Północna), pontocaspicus (Cypr) i ultracollaris (Tienszan) traktowane jako synonimy soemmerringii.

## Podgatunki i zasięg występowania
Zamieszkuje w zależności od podgatunku:
- C. monedula monedula – Skandynawia;
- C. monedula spermologus – Europa Zachodnia, zachodnia część Europy Środkowej, Półwysep Apeniński i Półwysep Iberyjski po Słowenię na wschodzie oraz Wyspy Brytyjskie, Maroko i północno-zachodnia Algieria;
- C. monedula soemmerringii – wschodnia część Europy Środkowej, Europa Wschodnia (południowa Finlandia i wschodnia Polska oraz dalej na wschód), Bałkany oraz zachodnia Azja (Turcja, Cypr i północny Izrael) i dalej na wschód po Kaszmir, zachodnie Chiny i Mongolię;
- C. monedula cirtensis – północno-wschodnia Algieria; w Tunezji wymarł[2].

W Polsce średnio liczny ptak lęgowy niżu (na zachodzie częściej podgatunek C. m. spermologus, na wschodzie – C. m. soemmerringii). Lokalnie może być liczny. Zimą przylatują wielkie stada ptaków z północy i wschodu, należących do podgatunków C. m. monedula (liczniejszy na wybrzeżu) oraz C. m. soemmerringii. Przedstawiciele dwóch północnych gatunków tworzą z gawronami (C. frugilegus) wielkie stada, z którymi wspólnie nocują.

## Morfologia
WyglądPtak wielkości gołębia, mniejszy niż jakikolwiek gatunek z rodzaju Corvus, do którego kawka jest zaliczana. Obie płcie ubarwione jednakowo. C. monedula monedula – upierzenie czarne, a boki szyi, głowy i karku łupkowoszare. Na głowie czarna „czapka”. U ptaków młodych tęczówki są brązowawe, u dorosłych zmieniają barwę na srebrzysto-błękitną. C. monedula soemmerringii w odróżnieniu od poprzedniego ma na bokach szyi białe plamy, a szara barwa na głowie jest jaśniejsza. Młode ptaki głowę mają ciemniejszą – im starszy jest osobnik, tym wyraźniej widać jaśniejsze boki głowy.
Wymiary średniedługość ciała: 30–39 cm;
masa ciała: ok. 136–265 g;
długość czaszki: 62–69 mm, w tym dzioba: 29–37 mm.

## Ekologia, tryb życia i zachowanie

### Biotop
Kawki pierwotnie zamieszkiwały skupiska starych, dziuplastych drzew i szczelin skalnych, w których się lęgły. W Europie zaczęły przysposabiać się do środowisk miejskich po II wojnie światowej, kiedy to wskutek bombardowań miasta miejscami zamieniły się w rumowiska skalne, dobre miejsca do gniazdowania. Kawki nauczyły się również korzystać z pokarmu, jaki dostarcza im człowiek. W latach 80. XX wieku w Europie nastąpił spadek liczebności kawek o nieznanej do końca przyczynie. W wielu niemieckich miastach kawki są rzadkie, a w Warszawie łatwiej spotkać je na peryferiach niż w centrum. Przypuszczalnie wraz z postępującą budową wieżowców na miejscach kamienic postępować będzie zmniejszanie się liczebności kawek.

### Zachowanie
Jest ptakiem towarzyskim, zazwyczaj tworzy niewielkie stada. Zimą łączą się one w większe, bardzo często z gawronami. Mimo to cały rok zachowują więź partnerską i w lecącym stadzie łatwo można wyróżnić pary trzymające się blisko siebie. Do zachowań towarzyskich należy odruchowy atak na potencjalnego drapieżnika. Wrodzony mechanizm wyzwalający uruchamiany jest na widok szamoczącego się osobnika. Jest on na tyle niedokładny, że może zostać wywołany również na widok machania czarną szmatką, a jednocześnie nie jest wywoływany przez widok nieopierzonego pisklęcia branego do ręki. Jeżeli mechanizm ten zostaje wywoływany u danego osobnika kilka razy przez tego samego potencjalnego drapieżnika, zapamiętuje on go i przejawia agresję, przynajmniej dźwiękową, na sam jego widok. Agresja ta udziela się innym osobnikom i w ten sposób informacja o potencjalnym drapieżniku przekazywana jest reszcie stada, także międzypokoleniowo. Osobniki ze stada włączają się również w grupową obronę zaatakowanego pobratymca, co ma miejsce np. w czasie lęgów. Czynnikiem wyzwalającym jest odpowiedni głos atakowanego (opisywany jako „jüp”), który przejmują pozostali członkowie stada. Gdy napastnikiem była inna kawka, jej również udziela się ogólny nastrój, co w końcu wygasza agresję. Odnotowane są również przypadki oswojenia kawek. Wówczas zachowania towarzyskie przenoszą one na ludzi, zwłaszcza gdy zaszło odpowiednie wdrukowanie. Jednocześnie takie kawki niektóre zachowania stadne (np. wspólne podrywanie się do lotu) przejawiają również wobec innych krukowatych. 
W stadach kawek panuje ścisła hierarchia. Dotyczy ona również łączenia się tych ptaków w pary. Samiec mający np. numer 10. w hierarchii stada kojarzy się z partnerką również zajmującą miejsce dziesiąte. W przypadku zmiany kolejności hierarchicznej kawek w strukturze stada zmianie ulegają również związki kawek. Przykładowo, jeżeli jeden z partnerów awansuje w stadzie, zawiera nowy związek z kawką, która poprzednio w strukturze stada znajdowała się od niego o jedną pozycję wyżej. Miejsce w hierarchii wyrażane jest postawą – imponującą (wyciągnięta szyja z podniesioną głową i napiętym karkiem oraz piórami położonymi po sobie) lub wycofaną. Postawa grożąca przypomina gotowość do wzniesienia się (i zaatakowania z góry) – ciało jest wyciągnięte, a pióra położone po sobie. Taka postawa występuje zwykle podczas rozgrywek hierarchicznych. Inna postawa grożąca polega na pozornym powiększeniu rozmiaru ciała (pochylenie się z wykrzywieniem szyi tworzącym garb, wykręcanie ogona w stronę przeciwnika) i prychaniu. Jest to postawa sygnalizująca gotowość obrony zajętego miejsca, i gdy przeciwnik w istocie nie jest zainteresowany jego zajęciem, nawet będąc wyżej w hierarchii, ustępuje. Będąca w związku samica wobec swojego partnera przejawia postawę przypominającą zaproszenie do kopulacji – pochyla się i trzepocze skrzydłami i ogonem. Przeszeregowanie pozycji w hierarchii występuje rzadko. Interakcje, takie jak odpędzanie od jedzenia, zachodzą głównie między osobnikami o podobnej pozycji w hierarchii, a osobniki o bardzo wysokiej pozycji prawie ignorują te o bardzo niskiej. Zdarza się w związku z tym, że do sporu między osobnikami o niskiej pozycji, np. o miejsce gniazdowania, włącza się znacznie wyżej stojący w hierarchii osobnik, przepędzając osobnika o relatywnie wyższej pozycji, jednak sam nie potrzebuje i nie zajmuje tego miejsca, przez co wygrywa osobnik najsłabszy. Młode kawki zostają „zaadoptowane” przez inne ptaki w kolonii, jeśli ich rodzice zginą. Młody osobnik przejmuje po rodzicach pozycję w stadzie. Nieodpowiedzialne i nieuzasadnione zabieranie od rodziców kawek uznanych za „opuszczone” (podczas gdy te oczekują na rodziców) sprawia, że kawki zostają odrzucone przez stado, któremu się je potem odda, lub zajmują najniższą hierarchię w stadzie.

### Pożywienie
W okresie lęgowym podstawę diety stanowią owady i ich larwy, okazjonalnie drobne gryzonie, ślimaki, jagody. W zimie kawki wiejskie jedzą głównie ziarno zbóż, miejskie wszystkożerne, co znajdą. W okresie lęgów kawki bywają szkodliwe, wybierając jaja lub pisklęta drobnych ptaków śpiewających. Kawki produkują wypluwki. Długość kawczej wypluwki waha się między 25 mm a 30 mm, a średnica wynosi od 10 do 15 mm. Wypluwki są małe i wydłużone, zwarte, ale nie gęste. Często zawierają wyłącznie resztki roślinne, lecz można znaleźć również resztki kości.

### Lęgi

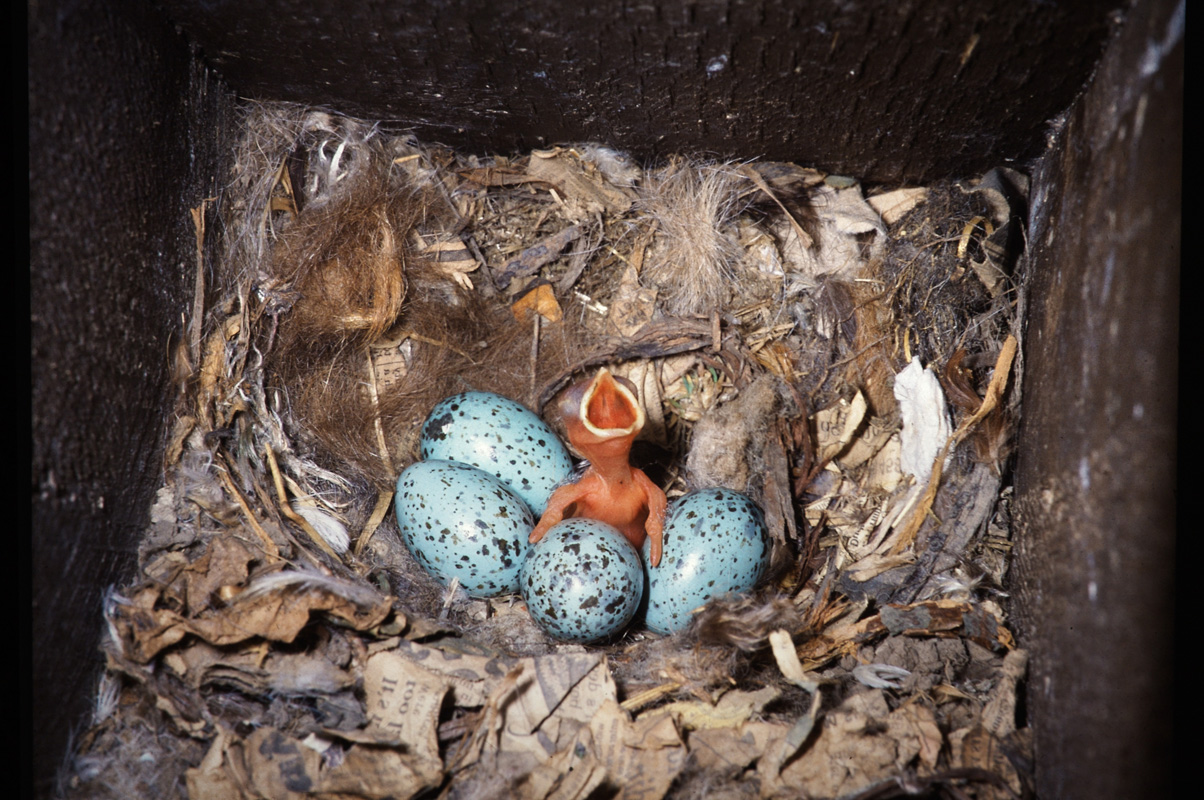
Jaja i świeżo wyklute pisklę

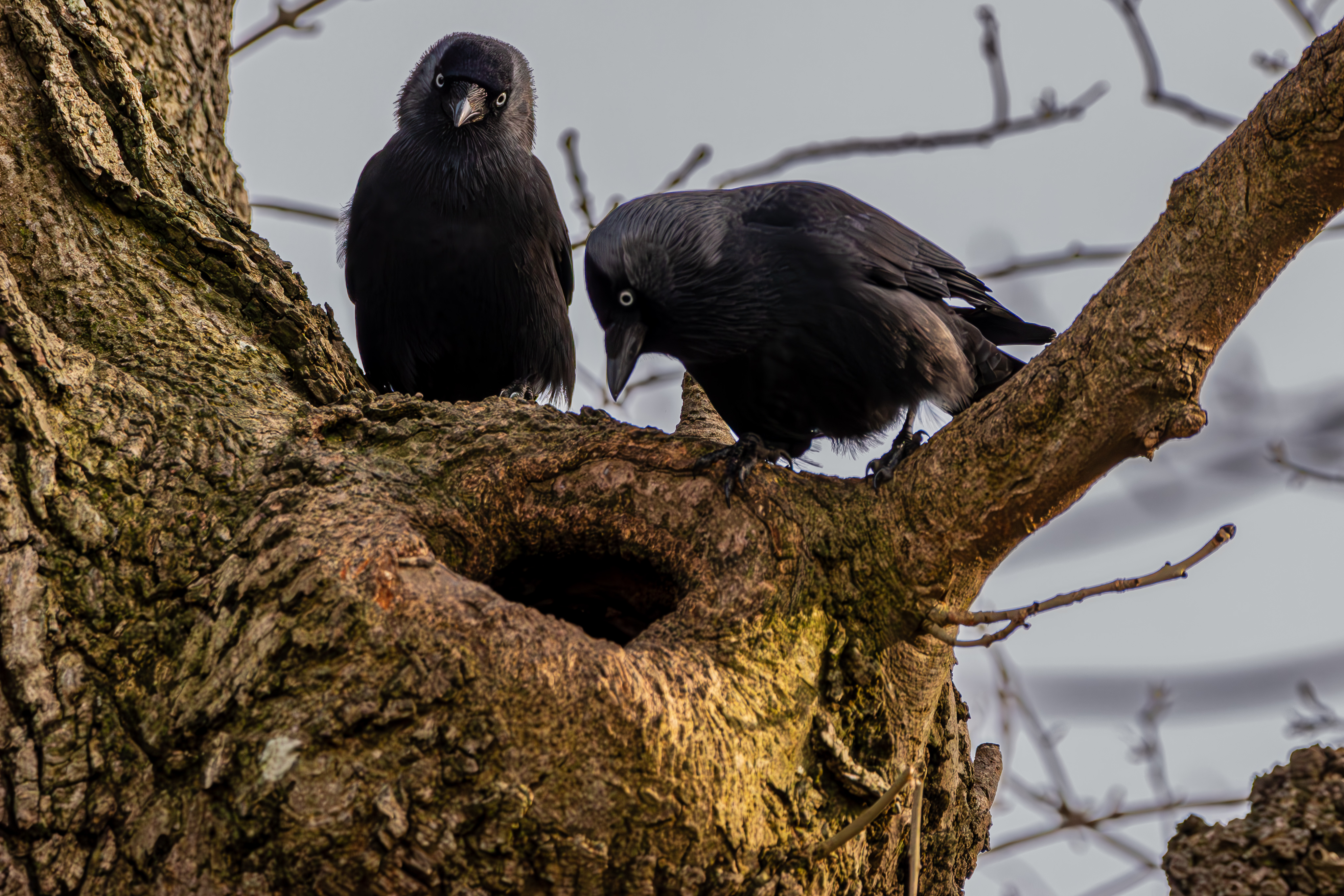
Para kawek przy gnieździe

ZalotyWiązanie się w pary następuje wiosną, rok przed osiągnięciem dojrzałości płciowej. Zaloty samca polegają na eksponowaniu postawy imponującej, a także utarczek z innymi samcami, nawet stojącymi wyżej w hierarchii. Zajmuje on potencjalną jamkę lęgową i wabi partnerkę wołaniem (plegotanie) opisywanym jako „cik, cik, cik”. Na tym etapie miejsce lęgowe jest jedynie symboliczne, nierzadko zbyt małe, żeby umieścić w nim gniazdo. Wzajemnie zainteresowana sobą para utrzymuje kontakt wzrokowy. Samica wyraża gotowość do wejścia w związek postawą przypominającą zaproszenie do kopulacji, choć na tym etapie do niej nie dochodzi.
GniazdoGnieździ się w koloniach. Typowe gniazdo to duże, chaotyczne zbiorowisko gałęzi, jednak materiały na gniazdo bywają bardzo różnorodne. Pierwotnie gniazda mieściły się w dziuplach i szczelinach skał, później kawki zaczęły gniazdować w szczelinach budynków, przewodach kominowych i wentylacyjnych. Z braku innych miejsc kawki mogą zaadaptować stare gniazdo gawronów (C. frugilegus), co zaobserwowano w Poznaniu. Znane są również kolonie w wapiennych brzegach Wisły albo na zboczach wyrobisk kopalnianych. Korzysta także ze skrzynek lęgowych.
JajaPod koniec kwietnia (Wielka Brytania i północna Europa), w środku kwietnia (centralna Europa) lub w 1. połowie maja (północno-zachodnia Rosja, centralna Azja i Kaszmir) składa 4–7 jaj.
Wysiadywanie, pisklętaTrwa przeciętnie 18 dni, wysiaduje tylko samica. Samiec nocuje poza gniazdem, ale za dnia karmi swoją partnerkę. Przez 30–35 dni pisklęta są karmione przez rodziców, potem opuszczają gniazdo i są karmione przez rodziców jeszcze 4 tygodnie.

## Status i ochrona
IUCN uznaje kawkę za gatunek najmniejszej troski (LC, Least Concern) nieprzerwanie od 1988 (stan w 2021). Szacunkowy zasięg tego gatunku to 26 mln km². Liczebność światowej populacji, wstępnie obliczona w oparciu o szacunki organizacji BirdLife International dla Europy z 2015 roku, zawiera się w przedziale 39–85 milionów dorosłych osobników, a jej trend uznawany jest za stabilny.
Na terenie Polski kawka jest objęta ochroną gatunkową ścisłą. Na Czerwonej liście ptaków Polski została sklasyfikowana jako gatunek najmniejszej troski (LC). Według szacunków Monitoringu Pospolitych Ptaków Lęgowych, w latach 2013–2018 krajowa populacja kawki liczyła 286–352 tysięcy par lęgowych.
Niekiedy kawki zakładają gniazda w kominach i wylotach wentylacyjnych – zapobieganie polega na osłanianiu otworów siatką. W celu stworzenia nowego miejsca lęgowego dla kawek można zbudować budkę. Skrzynka lęgowa przeznaczona dla tych krukowatych powinna mieć dno w formie kwadratu o boku 19 cm, wysoką na 40 cm ściankę przednią i wysoką na 43 cm ściankę tylną, otwór wejściowy o średnicy 8–8,5 cm i być zbudowana z deski grubej na około 2,5 cm. Sporadycznie w budce przeznaczonej dla kawek zalęgnąć się mogą siniaki (C. oenas).
|  |  |  |